# سوهانا خان
سوهانا خان (انگلیسی: Suhana Khan؛ زادهٔ ۲۲ مهٔ ۲۰۰۰) بازیگر هندی است. او دختر بازیگر شاهرخ خان و تهیه‌کننده گوری خان است و برای بازی در فیلم آرچی‌ها (۲۰۲۳) در میان مردم شناخته شد.

## زندگی و کار
سوهانا خان در ۲۲ مهٔ ۲۰۰۰ در بمبئی به دنیا آمد. پدرش، بازیگر شاهرخ خان و مادرش، تهیه‌کننده گوری خان است. او دو برادر دارد که یکی از آن‌ها آریان خان است. او پیرو دین پدر و مادرش، یعنی اسلام و هندوئیسم است. سوهانا زمان آموزش را در مدرسۀ جهان‌گستر دیروبهائی امبانی سپری کرد. او دانش‌آموختهٔ کالج آردینلای است و سپس‌تر به مدرسه هنر تیش دانشگاه نیویورک در شهر نیویورک رفت.
خان از هنگام به‌دنیا آمدن نگاه رسانه‌ها را به خود جلب کرد؛ زیرا پدرش چهرهٔ سرشناسی بود. او می‌گوید از توجه بیزار است. در سال ۲۰۱۸، خان بر روی جلد وگ هند حضور یافت. سال بعد، او نخستین بازیگری خود را در فیلم کوتاه بخش کوتاه خاکستری (انگلیسی: The Grey Part of Blue) داشت.
در ۲۰۲۳، او به یکی از سفیران برند کمپانی لوازم آرایشی میبلین نیویورک و برند زیبایی وابسته به ریلاینس ریتل، یعنی تیرا، تبدیل شد. در همان سال، او نقش ورونیکا لوج را در فیلم نوجوانانهٔ آرچی‌ها به کارگردانی زویا اختر ایفا کرد. او همچنین ترانه‌ای را برای موسیقی متن این فیلم اجرا کرد.